# Notogrammitis rigida
Notogrammitis rigida är en stensöteväxtart som först beskrevs av Jacques Bernard Hombron och Jacquinot, och fick sitt nu gällande namn av Barbara S. Parris. Notogrammitis rigida ingår i släktet Notogrammitis och familjen Polypodiaceae. Inga underarter finns listade.